# Oxymagis grayii
Oxymagis grayii là một loài bọ cánh cứng trong họ Cerambycidae.